# Biblioteca Norberto Rodríguez Bustamante

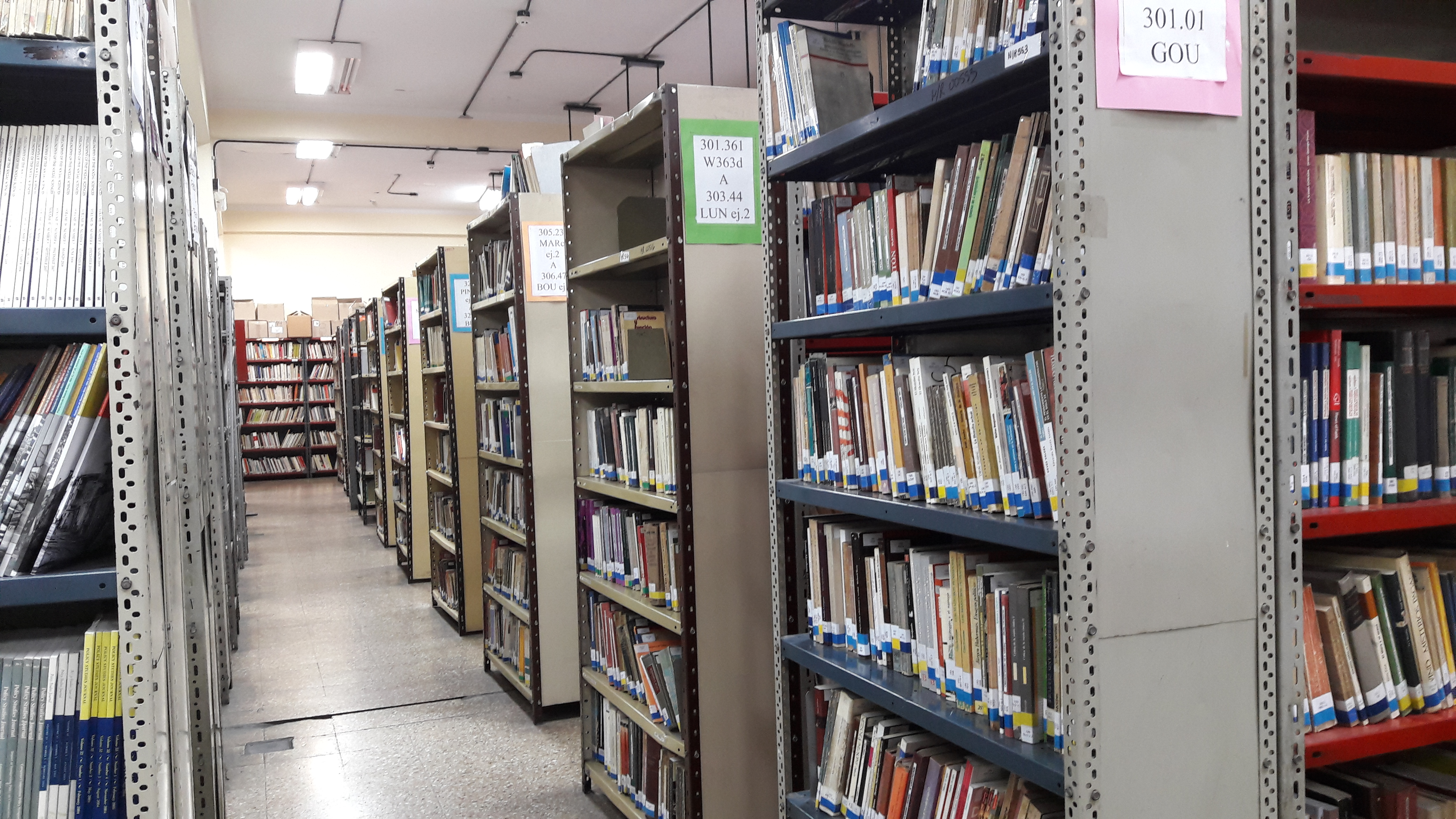
Biblioteca Norberto Rodríguez Bustamante

La Biblioteca Norberto Rodríguez Bustamante depende de la Facultad de Ciencias Sociales de la Universidad de Buenos Aires (UBA). Cuenta con dos sedes una en el barrio de Constitución y otra en Recoleta. Debe su nombre a Norberto Rodríguez Bustamante (1918-1990), sociólogo argentino.

## Historia
La Biblioteca se funda en 1988 al crearse la Facultad de Ciencias Sociales de la Universidad de Buenos Aires. Las cinco bibliotecas de las carreras de Sociología, Ciencia Política, Ciencias de la Comunicación , Trabajo Social y Relaciones del Trabajo aportan sus fondos bibliográficos y se fusionan en una biblioteca unificada. Sumándose también importantes donaciones de colecciones privadas, entre otras de Juan José Real, Norberto Rodríguez Bustamante y Alberto Rodríguez.

## Fondo bibliográfico y servicios
La Biblioteca cuenta con una colección especializada en ciencias sociales. Las ramas más desarrolladas de la colección corresponden a las carreras dictadas en la Facultad: Sociología, Ciencia Política, Ciencias de la Comunicación, Trabajo Social y Relaciones de Trabajo. Su fondo asciende a más de 54.000 ejemplares y posee una destacada colección de revistas científicas y material de referencia.

### Servicios de la Biblioteca
- Préstamo en sala: es un servicio abierto al público en general y se accede presentando un documento (DNI, LU, CI, Registro de conducir o Pasaporte)
- Préstamo a domicilio: es un servicio para miembros de la comunidad académica de la Facultad.
- Préstamo interbibliotecario: préstamo entre bibliotecas
- Referencia: servicio de búsqueda especializada
- Actividades de extensión bibliotecaria: talleres de uso de gestores de citas, talleres de búsqueda en bases de datos especializadas, presentaciones de libros, conferencias, etc.

## Atención al público
La Biblioteca cuenta con dos sedes:
- La sede en barrio Constitución, está ubicada en Santiago del Estero 1029. Su horario es de lunes a viernes de 9.00 a 20.30 hs.[3]
- La sede en barrio Recoleta, está ubicada en Marcelo T. de Alvear 2230. Su horario es de lunes a viernes de 9.00 a 16.00 hs.[8]